# Xian de Zhengding
Le xian de Zhengding (正定县 ; pinyin : Zhèngdìng Xiàn) est un district administratif de la province du Hebei en Chine. Il est placé sous la juridiction de la ville-préfecture de Shijiazhuang.

## Démographie
La population du district était de 361 279 habitants en 1999.